# Richard Goode
Richard Goode (* 1. Juni 1943 in East Bronx, New York City, USA) ist ein US-amerikanischer Pianist.

## Leben
Goode studierte das Fach Piano am New Yorker Mannes College of Music unter anderem bei Claude Frank. An diesem Zweig der New School unterrichtet er heute sein Fach Piano. Seine weitere Ausbildung machte er bei Rudolf Serkin und Mieczysław Horszowski am Curtis Institute of Music.
Goode tritt heute zusammen mit großen internationalen Orchestern auf, hat jedoch auch als Solist große Erfolge feiern können, so zum Beispiel 1990 mit einem Solo-Rezital in der New Yorker Carnegie Hall. Mit dem Orpheus Chamber Orchestra hat er viele Einspielungen von Kammermusik gemacht. Zu seinen Partnern bei Kammermusikauftritten zählen Dawn Upshaw, Richard Stoltzman und Alexander Schneider.
Mit Mitsuko Uchida ist Goode künstlerischer Direktor des Marlboro Music School and Festival in Marlboro (Vermont). Für einige moderne Komponisten war er der Pianist bei Uraufführungen ihrer Werke, so unter anderem für Carlos Chávez, George Perle und Robert Helps.
Goode ist mit der Geigerin Marcia Weinfeld verheiratet.

## Preise und Auszeichnungen
- 1961: Young Concert Artists International Auditions.
- 1973: Erster Preis beim Internationalen Clara-Haskil-Klavierwettbewerb.
- 1980: Avery Fisher Prize.
- 1983: zusammen mit Richard Stoltzman Grammy Award für die beste Kammermusik-Aufführung mit dem Werk Brahms: Die Sonaten für Klarinette und Piano, Op.120.
- Sanford Medal der Yale University.